# Dysmachus harpax
Dysmachus harpax är en tvåvingeart som beskrevs av Villeneuve 1904. Dysmachus harpax ingår i släktet Dysmachus och familjen rovflugor. Inga underarter finns listade i Catalogue of Life.